# 田坪水库
田坪水库坐落在湖南省宁乡市青山桥镇田坪村。是以灌溉为主，兼有发电、防洪、养殖功能的中型水库。因为其水库位于田坪村，故名田坪水库。

## 概况
田坪水库的面积为4.2平方千米，总水库容量为4416万立方米。